# Aeroporto Internazionale di Vilnius
L'aeroporto Internazionale di Vilnius (Tarptautinis Vilniaus Oro Uostas in Lingua lituana) (IATA: VNO, ICAO: EYVI) è un aeroporto situato a 5,9 km a sud di Vilnius, la capitale della Lituania.

## Storia
La struttura iniziò le operazioni nel 1944. Il vecchio terminal fu costruito nel 1954.

## Trasporti

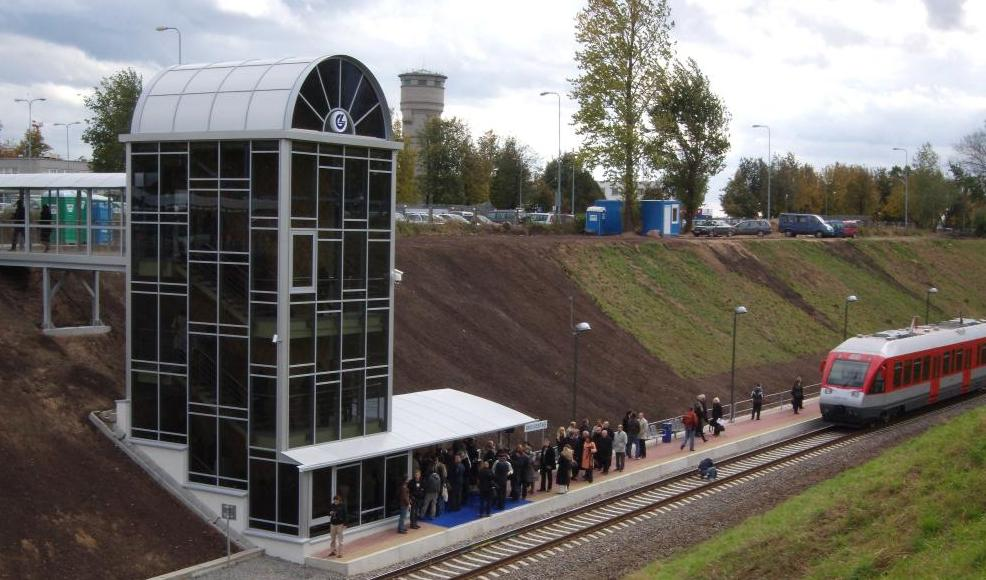
La stazione ferroviaria dell'aeroporto di Vilnius

Dal 2008, l'aeroporto di Vilnius è collegato direttamente alla città da una ferrovia metropolitana che va dal terminal passeggeri alla stazione ferroviaria principale.
La distanza è di 4,3 chilometri (2,7 miglia), e la durata del viaggio è di 7 minuti.